# Tenis en Sudáfrica

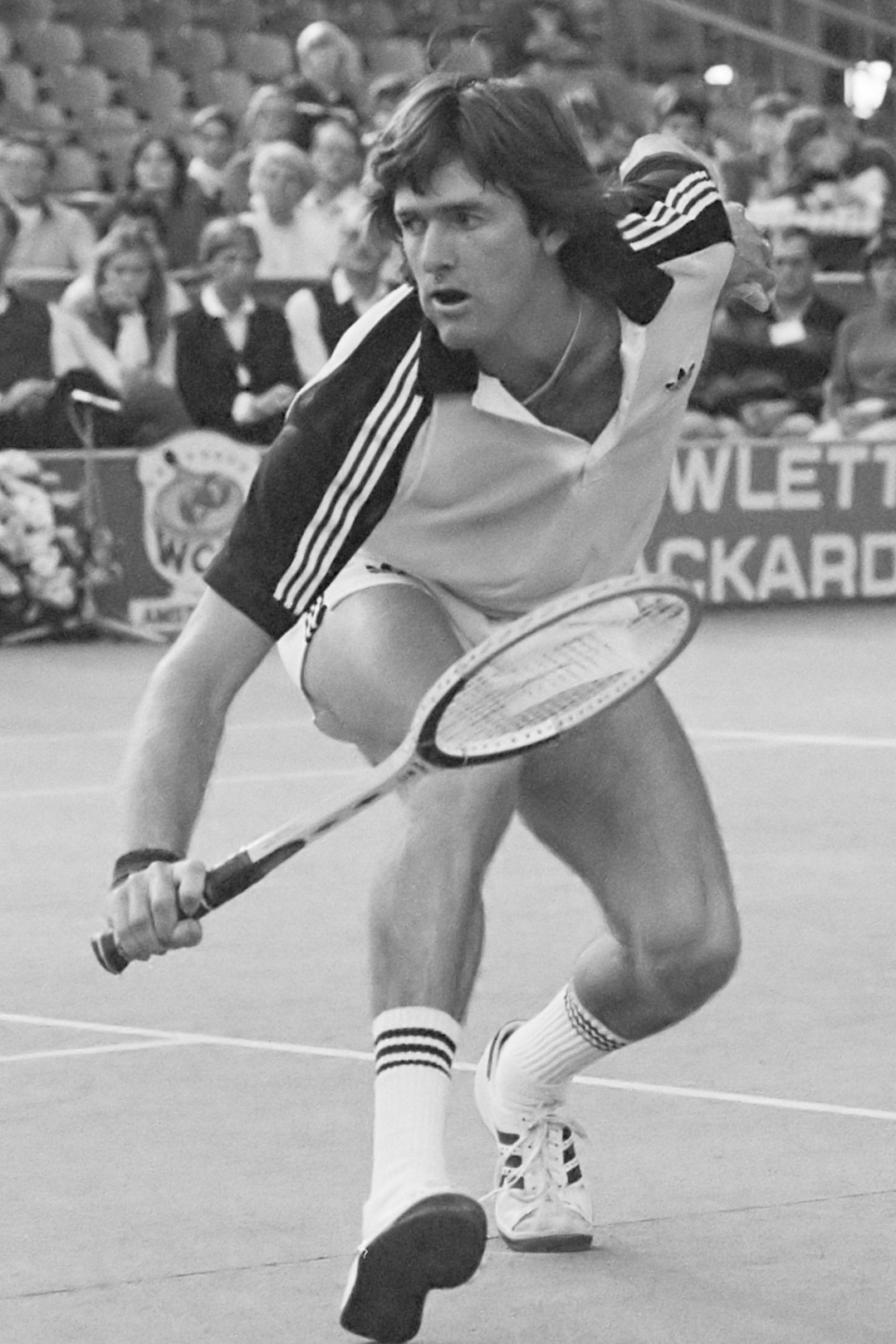
Kevin Curren el sudafricano mejor clasificado en el puesto número 5.

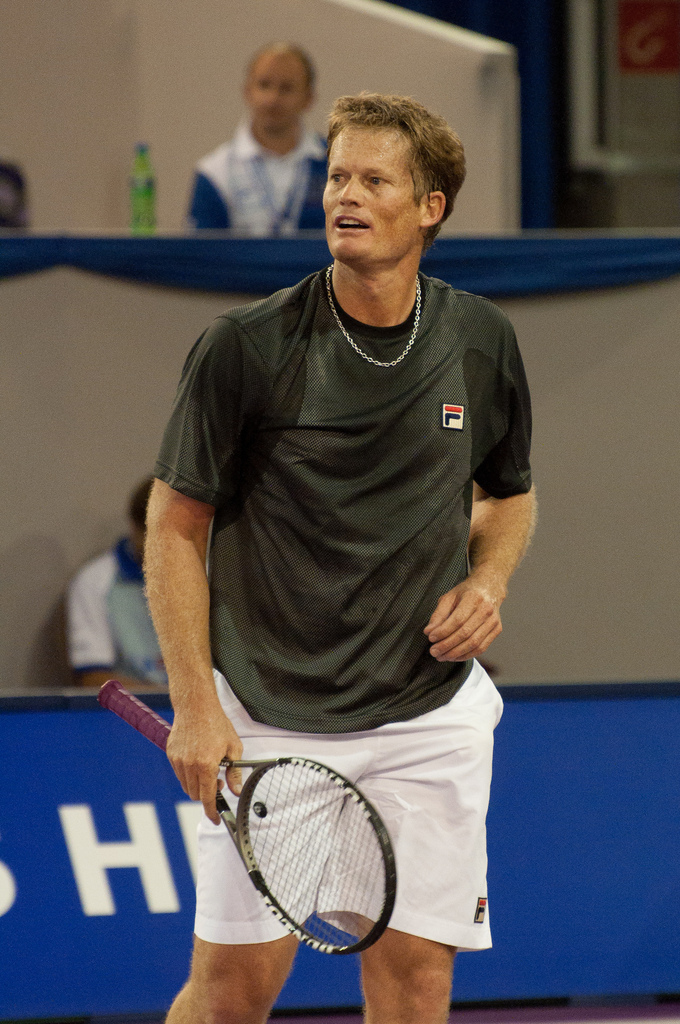
Wayne Ferreira ganador de 15 títulos ATP.

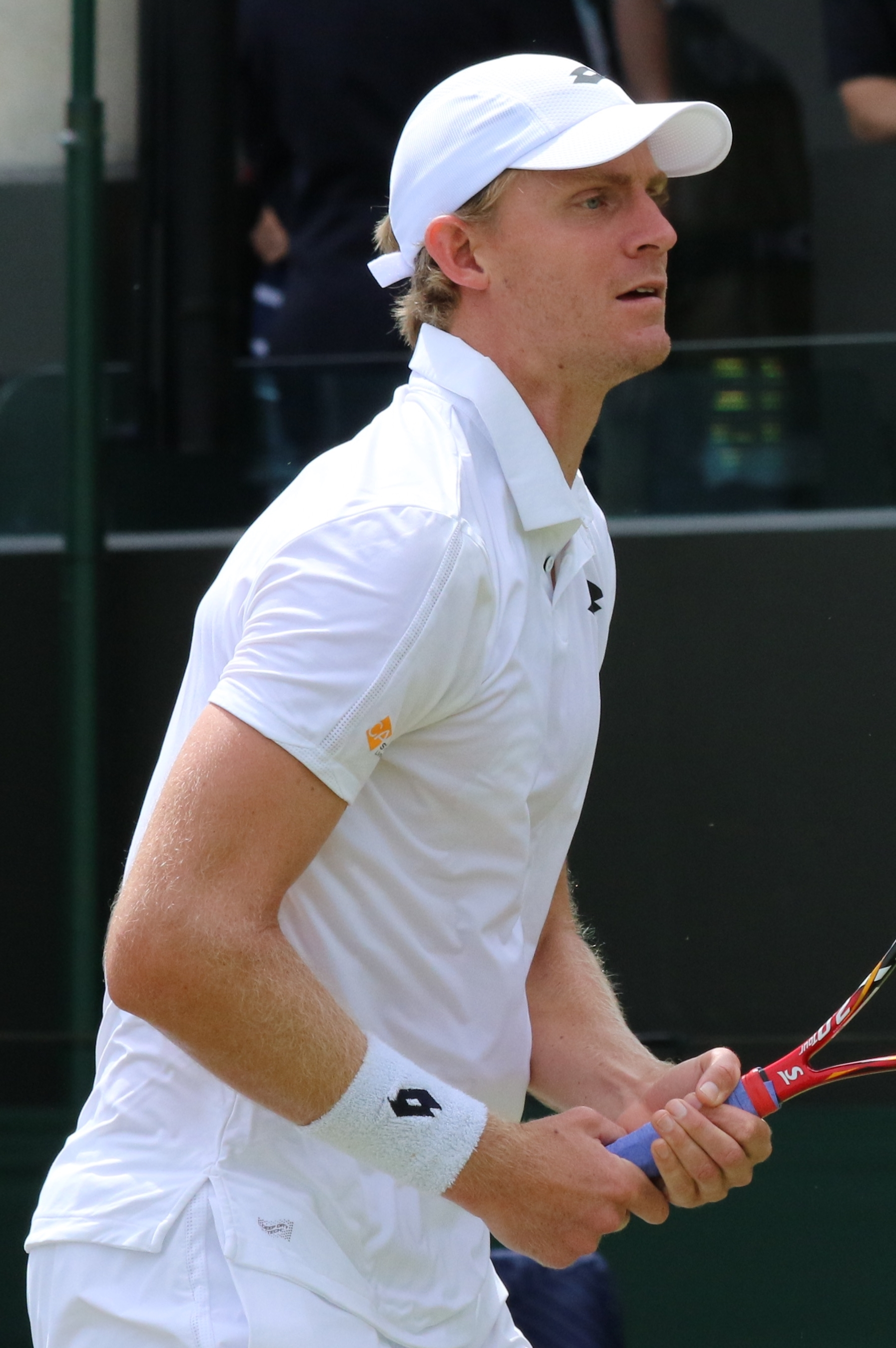
Kevin Anderson el mejor tenista africano de la actualidad. Número 5 del ranking ATP en 2018

Sudáfrica ha sido la gran potencia africana del tenis, con grandes jugadores como Kevin Curren, Wayne Ferreira, Johan Kriek, Cliff Drysdale, Bob Hewitt o Kevin Anderson.
A nivel de representación nacional, el Equipo de Copa Davis de Sudáfrica obtuvo la copa por primera vez en 1974.

## Mejores en el ranking ATP en individuales masculino
| Singlista            | Mejor puesto | Año  | Títulos |
| -------------------- | ------------ | ---- | ------- |
| Kevin Curren         | 5.°          | 1985 | 5       |
| Kevin Anderson       | 5.°          | 2018 | 4       |
| Wayne Ferreira       | 6.°          | 1995 | 15      |
| Johan Kriek          | 7.°          | 1984 | 14      |
| Cliff Drysdale       | 13.°         | 1974 | 5       |
| Christo van Rensburg | 19.°         | 1988 | 2       |
| Marcos Ondruska      | 27.°         | 1993 | 0       |
| Lloyd Harris         | 31.°         | 2021 | 0       |
| Bob Hewitt           | 34.°         | 1975 | 5       |
| Raymond Moore        | 34.°         | 1976 | 2       |
| Frew McMillan        | 39.°         | 1974 | 2       |
| Gary Muller          | 49.°         | 1990 | 0       |
| Grant Stafford       | 53.°         | 1994 | 0       |
| Bernard Mitton       | 54.°         | 1975 | 2       |
| Wesley Moodie        | 57.°         | 2005 | 1       |
| Danie Visser         | 59.°         | 1984 | 1       |

## Tenistas No. 1 en dobles masculino
- Bob Hewitt
- Frew McMillan
- Danie Visser
- Pieter Aldrich